# Eparchia parnawska i saremska
Eparchia parnawska i saremska – jedna z trzech eparchii Estońskiego Apostolskiego Kościoła Prawosławnego, z siedzibą w Parnawie.
Ordynariuszem administratury jest biskup parnawski i saremski Aleksander (Hopjorski), natomiast katedrą – sobór Przemienienia Pańskiego w Parnawie.

## Dekanaty
W skład eparchii wchodzą dwa dekanaty:
- dekanat parnawski (12 parafii)
- dekanat saremski (14 parafii)

## Skit
Na terenie eparchii działa żeński skit św. Jana Chrzciciela w Reo.